# Émile Chaumont (Geiger)
Émile Chaumont (* 29. März 1878 in Lüttich; † 16. Juni 1942 ebenda) war ein belgischer Geiger und Musikpädagoge.

## Leben
Chaumont trat bereits fünfjährig öffentlich auf und besuchte ab dem siebenten Lebensjahr das Konservatorium seiner Heimatstadt, wo er Schüler von Désiré Heynberg war. In Berlin setzte er seine Ausbildung bei Carl Halir dem Zweiten Geiger des Joseph-Joachim-Quartett und dem Komponisten Max Bruch fort.
In Paris gewann er den Wettbewerb um die Stelle des Ersten Geigers im Orchestre Lamoureux, kehrte aber bald nach Belgien zurück. Er gründete in Brüssel ein eigenes Streichquartett und widmete sich besonders dem Werk César Francks und seiner Schüler (Guillaume Lekeu, Vincent d’Indy, Ernest Chausson, Pierre de Bréville, Joseph Guy Ropartz, Henri Duparc, Charles Bordes). Innerhalb von zehn Jahren spielte er in Brüssel um die 40 Uraufführungen von Werken dieser Komponisten.
1909 wurde ihm die Leitung des fortgeschrittenen Violinkurses am Konservatorium von Lüttich übertragen, 1919 kam er in gleicher Funktion an das Konservatorium von Brüssel. Er gab Violinsonaten von Franz Benda, Arcangelo Corelli und Étienne-Joseph Loeillet heraus und veröffentlichte mehrere Lehrwerke (Etudes d'exécution trancendente, Ecole élementaire, Traité de technique supérieure).